# Transylvania Twist
Transylvania Twist este un film american din 1989 regizat de Jim Wynorski. Rolurile principale au fost interpretate de actorii Steve Altman, Teri Copley, Ace Mask, Howard Morris, Jay Robinson, Angus Scrimm și Robert Vaughn. Este un film de comedie realizat ca o parodie a unor filme de groază. 
Inițial lansat de Concord Production Inc., filmul este distribuit   home video de Metro-Goldwyn-Mayer. În acest film Angus Scrimm reinterpretează rolul   "Tall Man" din seria de filme Phantasm, ca o parodie. Umorul filmului este cel mai adesea declarat a fi în stilul filmului Avionul buclucaș! sau în cel al comediilor lui Mel Brooks. Ocazional filmul trece de al patrulea perete atunci când personajele se uită în aparatul de înregistrat și afirmă "Mă aflu în filmul greșit". Titlul filmului este preluat dintr-un vers al cântecului  din 1962 "Monster Mash" de Bobby Pickett. 

## Distribuție
- Robert Vaughn: Lord Byron Orlock
- Teri Copley: Marissa Orlock
- Steve Altman: Dexter Ward
- Ace Mask: Victor Von Helsing
- Angus Scrimm: Stefen
- Steve Franken: Hans Hoff
- Vinette Cecelia: Laverne
- Monique Gabrielle: Patty (Patricia)
- Howard Morris: Marinas Orlock
- Jay Robinson: Uncle Ephram
- Lenny Juliano: Maxie Fields
- Joe Lerer: Hans Downe
- Clement von Franckenstein: Hans Hoff
- R.J. Robertson: Hans Phull
- Arthur Roberts: Hans N. Fritz
- Toni Naples: Maxine
- Frazer Smith: Slick Lambert
- Becky LeBeau: Rita
- Stu Nahan: Sports Announcer
- Jack Behr: Direttore
- Kelli Maroney: Hannah
- Michael Chieffo: Ed Norton Look-Alike
- Jon Locke: Mr. Sweeney
- Magda Harout: Peasant Woman
- Deanna Lund: Insegnante
- Brinke Stevens: Betty Lou
- Harriet Harris: Granny
- Michael Vlastas: James Vasvolakas
- Art Hern: Willoughby
- Dean Jones: Pinhead (menționat ca Dean C. Jones)

## Filme parodiate
Filmele care sunt parodiate în acest film sunt:
- Coșmar pe Strada Ulmilor: personajul Freddy Krueger cu mănușă briceag Swiss Army.
- Casablanca: replica "Tu vorbești cu mine, nimeni altcineva de aici să nu vorbească cu mine".  (Șoferul de taxi)
- Exorcistul: scena cu ședința de spiritism, inclusiv scuipatul cu un lichid verde din gură.
- Seria de filme Vineri 13: personajul  Jason Voorhees.
- Palatul bântuit: scena cu invocarea 'Evil One'.
- Seria Hellraiser: persoanjul Pinhead.
- Horror of Dracula: când se întâlnește cu fiicele, Van Helsing se uită la sângele de pe gura unui vampir, iar Byron gonește o vampiriță de pe victima acesteia.
- It Conquered the World: creatura 'Evil One'.
- Noaptea morților vii: replica "Da, sunt morți - totul este dat peste cap."
- Fantasma: personajul 'Tall Man' cu Angus Scrimm parodiindu-și propriul rol.
- Șoferul de taxi: comentariile taximetristului.
- Franciza Masacrul din Texas : personajul  Leatherface.
- Teroarea: imagini de arhivă cu Boris Karloff.